# Broicher Straße 371 (Mönchengladbach)

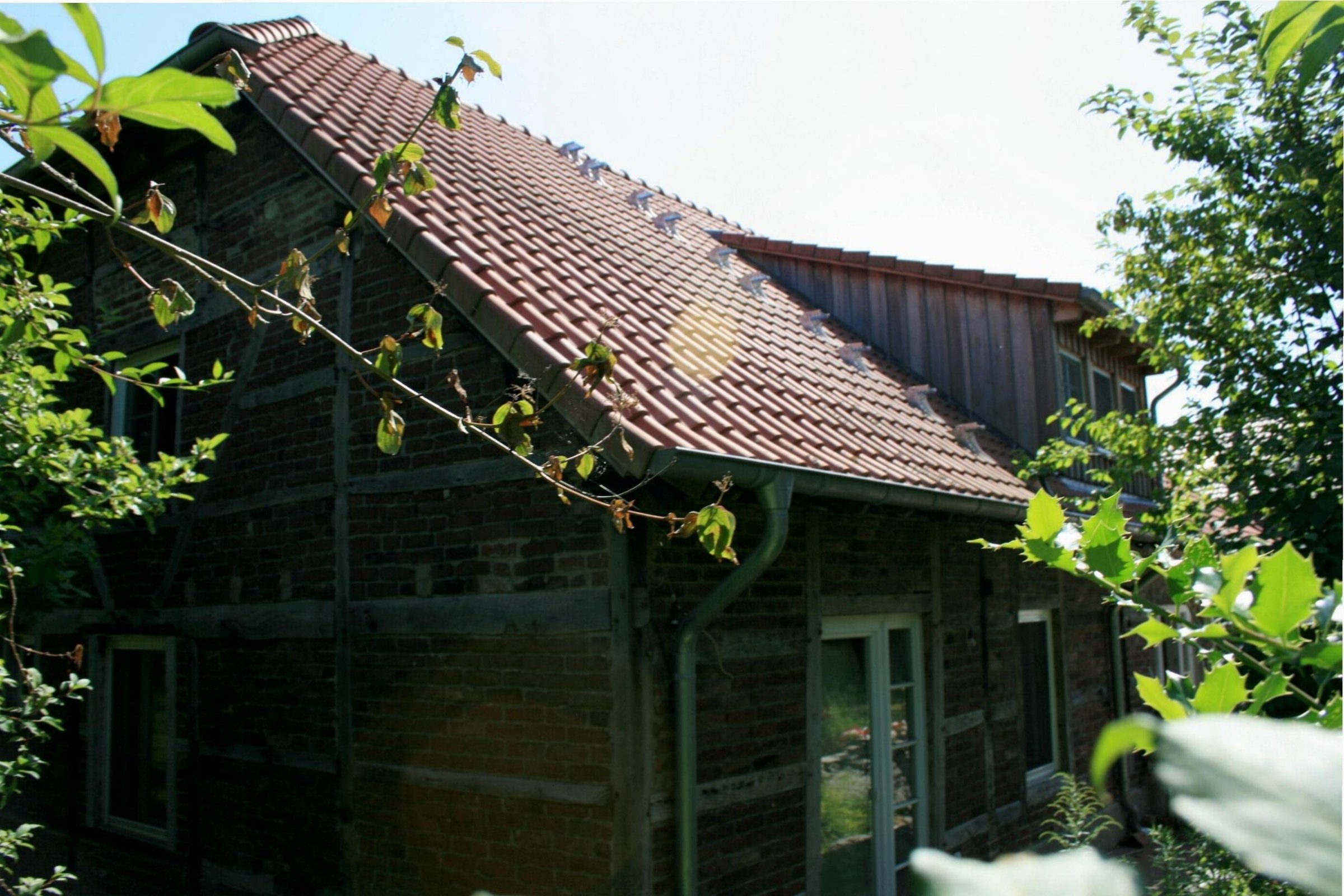
Fachwerkhofanlage (2010)

Die Fachwerkhofanlage Broicher Straße 371 steht in der Honschaft Broich im Stadtteil Rheindahlen-Land in Mönchengladbach (Nordrhein-Westfalen).
Das Gebäude wurde im 18. und 19. Jahrhundert erbaut. Es ist unter Nr. B 091 am 4. Dezember 1984 in die Denkmalliste der Stadt Mönchengladbach eingetragen worden.

## Architektur
Die Hofanlage aus dem 18. Jahrhundert mit Umbauten im 19. Jahrhundert besteht aus einem südlich, den Hof angrenzenden Wohn-/Stallgebäude mit Krüppelwalmdach bzw. einseitig ein Walmdach. Die Südfassade ist mit Backstein erneuert; im Kern originale Holzfachwerkkonstruktionen. Die Südseite hat vier hochrechteckige Fenster. Das ehemalige Torgebäude in Fachwerkkonstruktion mit Satteldach hat seine Durchfahrt geöffnet Richtung Broicher Straße.
Eine weitere Wirtschaftszufahrt ist genau gegenüberliegend dem Torgebäude nach Süden geöffnet. Die Hofanlage ist vierseitig durch Wirtschaftsgebäude, Stallungen und Schuppen umbaut. An der Nordseite ein eingeschossiges Scheunengebäude mit Krüppelwalmdach und weitem Dachüberstand zur Hofseite.
Scheunentor noch original erhalten. Die Westseite ist abgeriegelt durch ein eingeschossiges Stallgebäude mit Satteldach, welches das Scheunengebäude und das Wohnhaus verbindet. Scheunengebäude original in Lehmfachwerk erhalten.